# フィフス・サード・フィールド (トレド)
フィフス・サード・フィールド（Fifth Third Field）は、アメリカのオハイオ州トレドにある野球場。デトロイト・タイガース傘下AAAトレド・マッドヘンズの本拠地である。
1965年から使用していたネッド・スケルドン・スタジアムに代わり、2002年からマッドヘンズの本拠地になった。
地元のフィフス・サード・バンクがネーミングライツを買い取り、現在の球場名になった。なお、同行は他に2球場のネーミングライツを取得している。
外野の形状はポロ・グラウンズをモデルにしたもの。

## 歴史
2000年に着工。
2002年、命名権をフィフス・サード・バンクが買収し、「フィフス・サード・フィールド」として開場した。フィフス・サード・バンクは他にオハイオ州のデイトンにある「フィフス・サード・フィールド」や、ミシガン州のコムストックパークにある「フィフス・サード・ボールパーク」、シンシナティ大学内にある「フィフス・サード・アリーナ」の命名権を保有している。
2007年、ESPNが「試合を観戦するために最もいいマイナーリーグの球場」と評価した。